# Robert Walton Goelet
Robert Walton Goelet (né à New York le 19 mars 1880 et mort à New York le 2 mai 1941), est un financier et promoteur immobilier américain. Il était l'un des plus grands propriétaires fonciers de la ville de New York au moment de sa mort.

## Biographie
Descendant de Peter Goelet, Robert Walton Goelet, surnommé Bertie, est le fils de Robert Goelet (en) (1841-1899) et d'Henrietta Louise Warren (sœur de Whitney Warren).
Sorti diplômé de l'Université Harvard en 1903, il hérite d'une fortune estimée à 40 millions de dollars à la mort de sa mère en 1915, comprenant le 591 Fifth Avenue et son domaine Southside à Newport. Sportif et chef de file de l'ensemble social de la vieille monnaie de la ville, il est membre du Jekyll Island Club (en) sur l'île de Jekyll.
Goelet est directeur de la Metropolitan Opera and Real Estate Company pendant de nombreuses années. Il est également membre du conseil consultatif et administrateur de la Chemical National Bank (en) and Trust Company, administrateur de la Guaranty Trust Company (New York City) (en), président du conseil d'administration de la Ritz-Carlton Hotel Corporation et administrateur de l'Union Pacific Corporation (en).

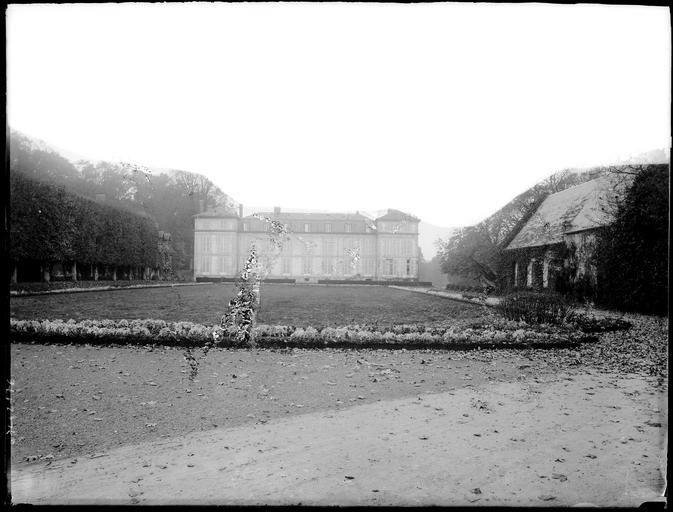
Domaine de Sandricourt

En 1908, il acquiert le domaine de 10 000 acres (4 000 ha) de Sandricourt, l'ancienne résidence du marquis de Beauvoir, aux portes de Paris. Le domaine, où il passe une grande partie de son temps, qu'il achète pour 300 000 dollars, compte 139 bâtiments, des champs de céréales et des troupeaux de bétail. Il possède également un pavillon de pêche sur la rivière Restigouche.
Il hérite de vastes propriétés immobilières à New York, parfois connues sous le nom de Goelet Realty Company, comprenant l'hôtel Ritz-Carlton (en) et la propriété entre les 52e et 53e rues sur Park Avenue que le Racquet and Tennis Club (en) loue. Parmi ses autres possessions à New York figurent le coin sud-est de la 42e Rue et de Lexington Avenue, 14 Sutton Place South, 1400 Broadway, 53 Broadway et le bâtiment à l'angle sud-ouest de la Cinquième Avenue et de la 37e Rue (qu'il achète en 1909). Il possède également seize maisons de ville de quatre étages sur Park Avenue, construites par son père en 1871.
Après plusieurs mois de mauvaise santé, Goelet décède le 2 mai 1941 d'une crise cardiaque, à l'âge de 61 ans, dans son brownstone de la Cinquième Avenue à la 48e Rue. Après un service funèbre à l'église St. Thomas, il est enterré au cimetière de Woodlawn. Dans son testament, il lègue l'hôtel Ritz-Carlton à l'Université Harvard.
En 1958, en l'honneur de Goelet, sa veuve et ses quatre enfants font un don de 500 000 dollars pour la construction du nouvel immeuble du Metropolitan Opera au Lincoln Center, où le grand escalier porte une plaque à son nom.

### Vie familiale
En 1920, il se fiance avec Anne Marie Guestier (1899-1988), qu'il épouse à Bordeaux le 24 janvier 1921. Descendante de Pierre-François Guestier, elle est la fille de Daniel Guestier, un directeur de la Compagnie du chemin de fer de Paris à Orléans « qui à un moment donné aurait été le plus riche négociant en vins de France et le propriétaire de vastes domaines », et de Marthe Piganeau. Ensemble, ils sont les parents de :
- Beatrice Goelet (1922-2015), épouse d'Hayward Ferry Manice, fils de William de Forest Manice
- Robert Guestier Goelet (en) (1924-2019), financier et philanthrope, président du Musée américain d'histoire naturelle et du New-York Historical Society
- Francis Goelet (1926-1998), philanthrope et mécène des arts
- John Goelet (né en 1931), époux d'Henrietta Fanner

## Sources
- (en) Cet article est partiellement ou en totalité issu de l’article de Wikipédia en anglais intitulé « Robert Walton Goelet » (voir la liste des auteurs).